# Chuck Ragan
Chuck Ragan (né le 30 octobre 1974) est un musicien de guitariste américain de folk rock et punk rock. Il est le guitariste et le chanteur du groupe Hot Water Music. Ragan compte également une variété de morceaux en solo, y compris une série de vinyles sur No Idea Records, un album live et trois albums studio sur SideOneDummy Records.

## Biographie
Entre octobre 1994 et 2006, Ragan est l'un des chanteurs principaux du groupe de punk rock Hot Water Music, originaire de Gainesville, en Floride,. Le groupe se sépare en bons termes en 2005, et les trois autres membres forment le groupe de punk The Draft, tandis que Ragan poursuit une carrière solo en jouant principalement de la musique acoustique d'inspiration folk, similaire au ton d'un ancien projet parallèle acoustique de Hot Water Music appelé Rumbleseat, signant sur Side One Dummy Records. Hot Water Music se reforme en 2007 pour une tournée à travers les États-Unis et l'Europe, et en 2012, sort un nouvel album, Exister.

## Tournées
Chuck Ragan, Tim Barry et Ben Nichols effectuent une tournée à l'automne 2008. Chuck Ragan assure également la première partie de la tournée de Frank Turner au Royaume-Uni en 2010, ainsi que la première partie de The Gaslight Anthem lors de leur tournée européenne de l'automne 2010. Ragan assure la première partie de la tournée de Social Distortion sur la côte ouest fin janvier et février 2011.
En 2005, Ragan conceptualise l'idée du Revival Tour, un événement acoustique collaboratif réunissant plusieurs artistes de punk rock, de bluegrass et de country alternative. Ragan déclare que la tournée avait pour but de « partager la musique ensemble » et de « l'apporter aux gens d'une manière extrêmement honnête et populaire ».
Lors de chaque tournée, les artistes étaient accompagnés d'un violoniste, Jon Gaunt, et d'un contrebassiste. En 2008 et 2009, le chanteur allemand d'americana Digger Barnes joue de la contrebasse. En 2011, 2012 et 2013, la contrebasse est jouée par Joe Ginsberg,.

## Discographie

### Albums studio
- 2007 : Feast or Famine (SideOneDummy, No Idea Records)
- 2009 : Gold Country (SideOneDummy, TenFour Records)
- 2011 : Covering Ground (SideOneDummy, TenFour Records)
- 2014 : Till Midnight (SideOneDummy, Dine Alone Records)
- 2024 : Love and Lore (Rise Records)

### Splits et collaborations
- 2008 : Bristle Ridge – avec Austin Lucas (Hometown Caravan)
- 2009 : Anderson Family Bluegrass / Chuck Ragan (Stowaway Sound / Ten Four Records) (split LP)
- 2010 : Chuck Ragan / Darren Gibson (Poison City Records) (split LP)
- 2010 : Ravi / Chuck Ragan (Cursing Concrete)
- 2011 : Chuck Ragan / Sam Russo / Jimmy Islip / Helen Chambers' / Specialist Subject Releases (collaboration)
- 2014 : Kindred Spirit (split EP avec Rocky Votolato)

### Bandes son
- 2013 : It's Better in the Wind Soundtrack (TenFour Records)
- 2016 : The Flame in the Flood (TenFour Records)

### Albums live
- 2006 : Live at the Troubadour(CD-R)
- 2007 : Los Feliz (SideOneDummy) (CD/LP)
- 2009 : Live at Hafenkneipe Zürich (Leech Records) (LP – limité à 1 500 exemplaires)
- 2009 : Chuck plays Frankfurt (Fanclub) (DoLP – Ltd. limité à 300 exemplaires)
- 2009 : Live from Rock Island: The Daytrotter Sessions – Side One Dummy Records (vinyle)
- 2010 : Live at Café du Nord (CD/LP)
- 2016 : The Winter Haul Live

### Singles
- The 7-Inch Club – 2006–2007 (No Idea Records)
- Something May Catch Fire[7]
- 2009 : Rotterdam

### Clips
- You and I Alone
- Something May Catch Fire
- Nomad by Fate (Punks in Vegas Session)